# Marseillan (Altos Pirenéus)
Marseillan é uma comuna francesa na região administrativa de Occitânia, no departamento dos Altos Pirenéus. Estende-se por uma área de 4,4 km². Em 2010 a comuna tinha 261 habitantes (densidade: 59,3 hab./km²).